# FNSS Defence Systems

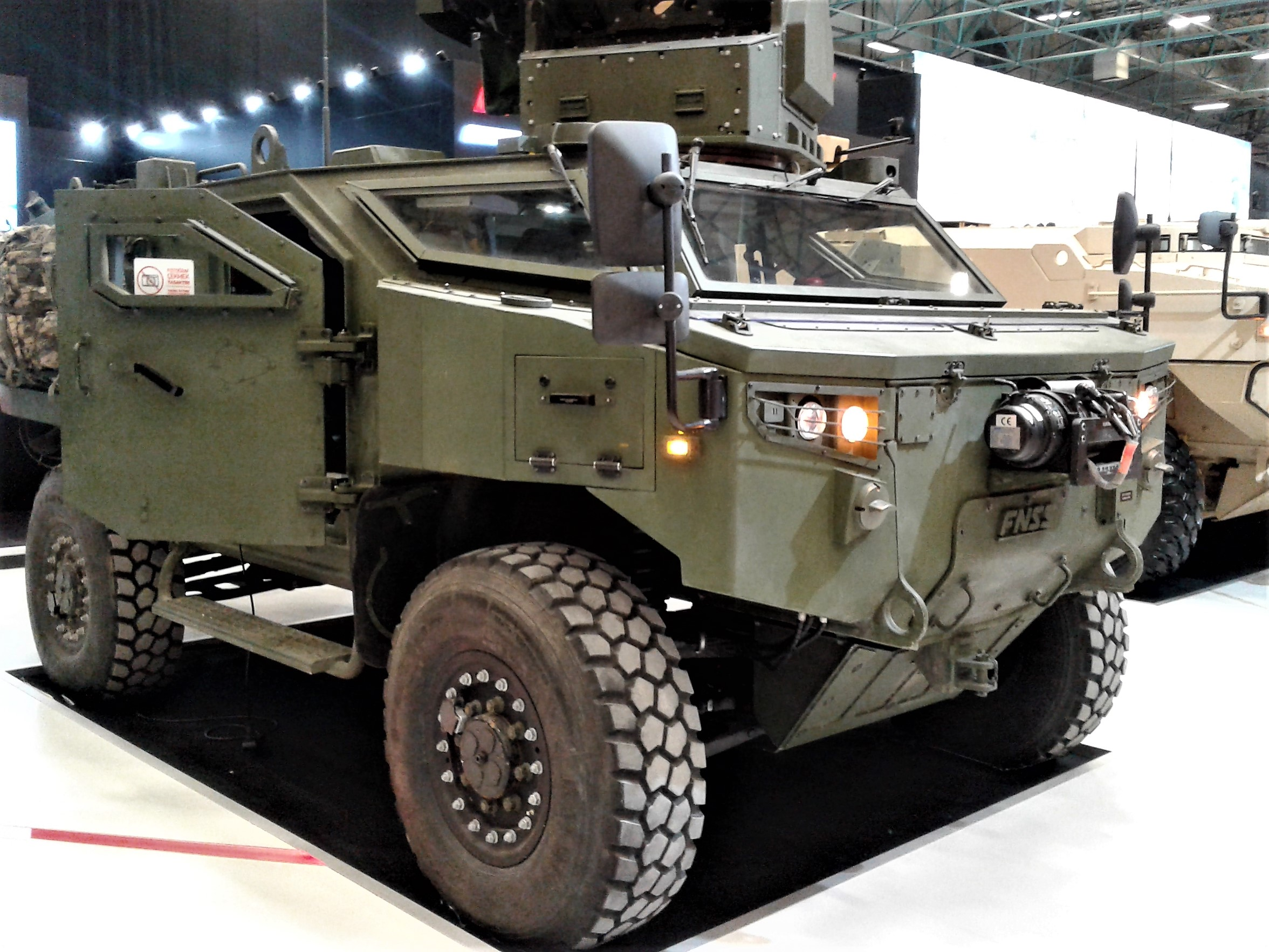
FNSS Pars 4x4 Antitanque en el IDEF 2019.

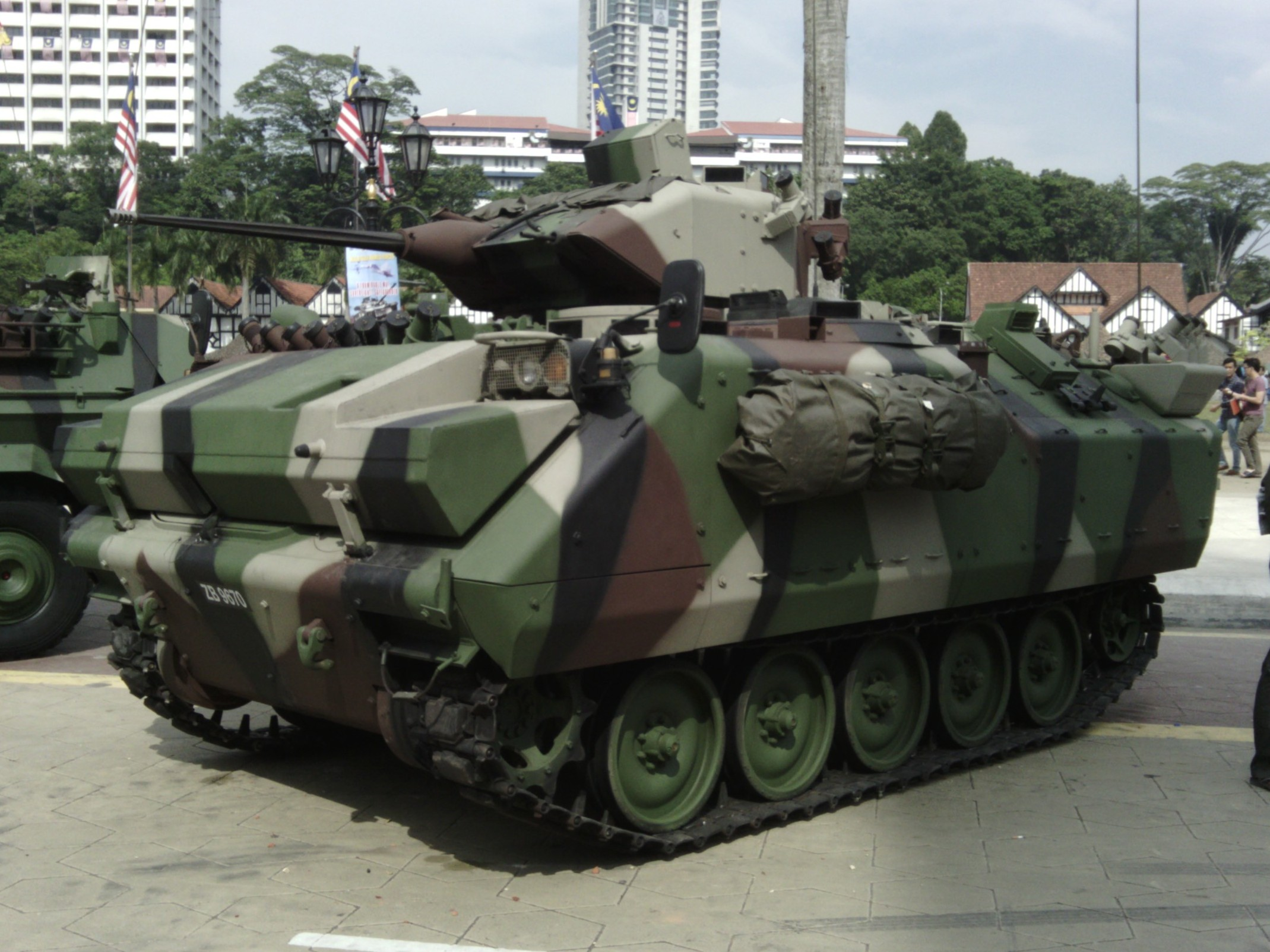
FNSS ACV-15 Adnan del Ejército de Malasia

FNSS Savunma Sistemleri A.Ş. es un fabricante y proveedor líder de vehículos blindados de combate con ruedas y orugas y sistemas de armas para las Fuerzas Armadas de Turquía y para la OTAN.
Es una empresa creada conjuntamente entre FMC Corporation y Nurol Holding bajo el nombre FMC Nurol Savunma Sanayii A.Ş. En la actualidad es 51% propiedad de la turca Nurol Holding y el 49% restante es de la británica BAE Systems.
Cuenta con instalaciones localizadas en Gölbaşı, provincia de Ankara, Turquía.

## Productos
- FNSS Pars
- ACV-15
- ACV-30
- ACV-S
- LAWC-T
- AZMİM, Bulldozer blindado de ingenieros de combate anfibio de orugas
- SYHK,  Vehículo blindado lanzador de puentes
- Kaplan MT, Tanque medio